# 黑曼巴蛇
黑曼巴蛇（學名：Dendroaspis polylepis）是一種漠南非洲的大型毒蛇。其种加词“polylepis”意为“多鳞的”。
體色為灰或褐，幼體偏淺，色澤隨年齡增長而逐漸變深。成年個體體長介乎2（6.6英尺）至4.5（14.8英尺）不等，平均約為3（9.8英尺），是當地體型最長的毒蛇。
儘管多數曼巴蛇為樹棲性，黑曼巴卻常於地面活動。其生境包括疏林草原、疏林、岩石山坡，以及叢林地區。黑曼巴蛇為日行性捕獵者，喜歡偷襲小型哺乳類動物及鳥類，尤其是蹄兔及嬰猴；亦會追捕獵物，與其他一些大型蛇類一樣具備良好的視力。牠是世界上移動速度最快的蛇類，若在合適的平面上滑行，短程時速可達11公里。
若受威脅，黑曼巴蛇會張開烏黑的口腔，張開長而窄的頸部，並發出嘶嘶聲響。由於體型龐大，可咬中遠距離的目標，並時而發動連續攻擊。黑曼巴蛇的毒液含有劇烈的神經毒素，能於被咬者體內迅速蔓延，最終導致呼吸衰竭、心跳停止以及死亡。雖然黑曼巴蛇因劇毒及生性兇惡而令人聞風喪膽，但通常選擇避免與人類發生衝突。

## 特徵

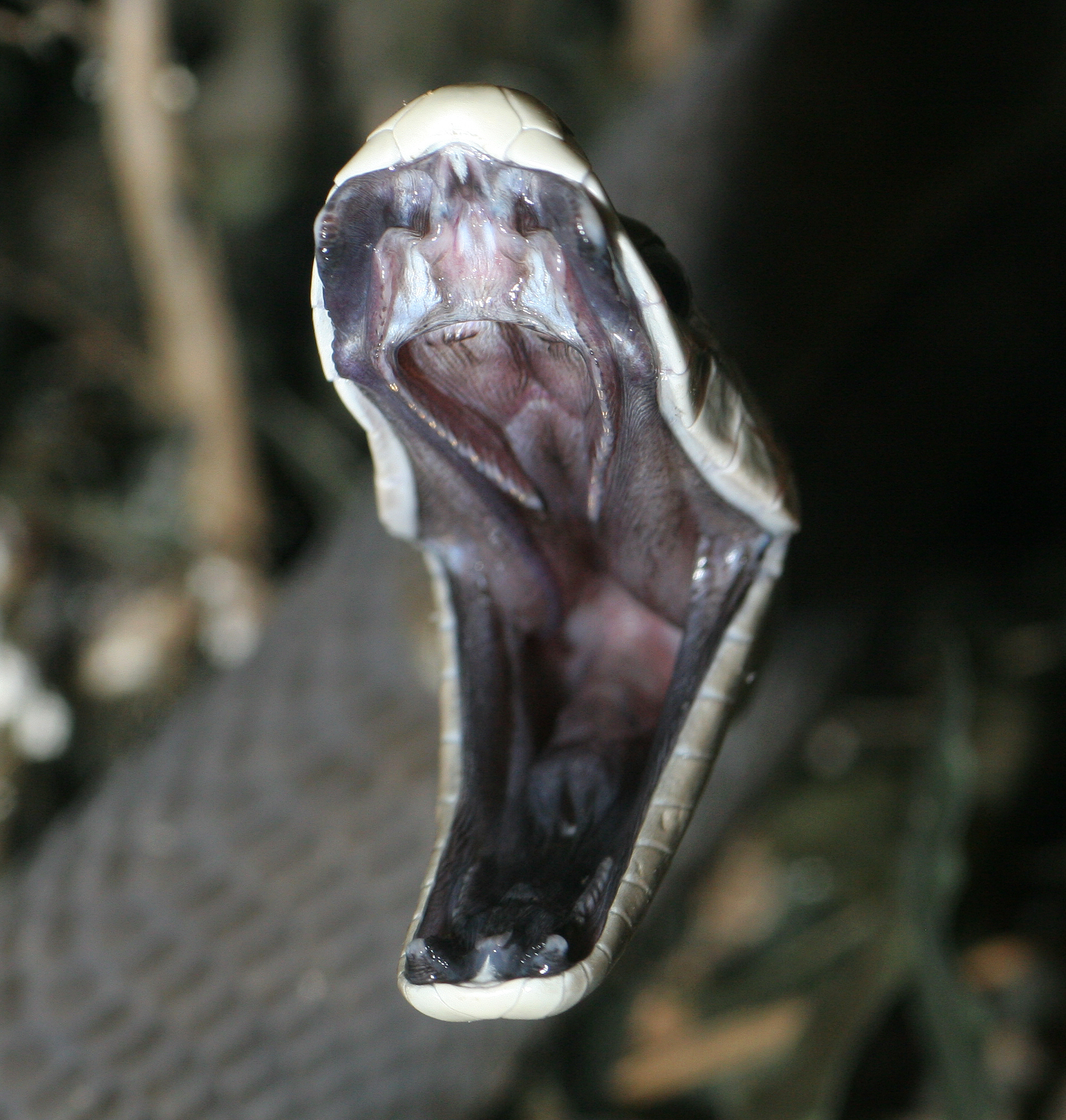
黑曼巴蛇的黑色口腔

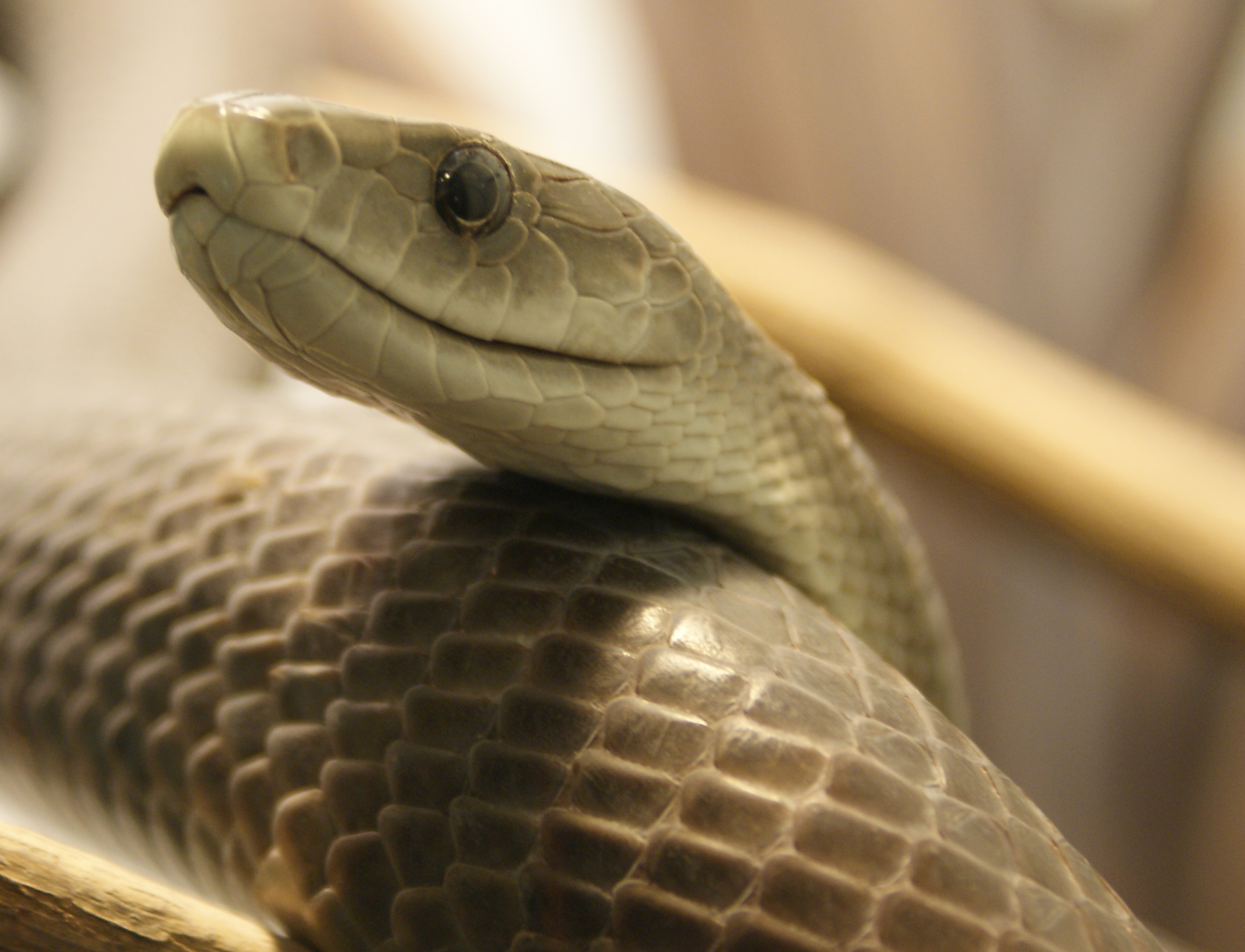
土黃色的個體。

黑曼巴蛇的體色甚少為黑色。它們的體色有多種變化，主要有灰色、墨綠色、棕色、褐色、土黃色等；而幼體則主要為鮮豔的灰色或墨綠色。黑曼巴蛇的腹部為白色，有的為米黃色；除此之外，有些個體的身上還長有淺色的條紋。黑曼巴蛇最易辨認的特徵是它那烏黑的嘴巴，當遇到威脅時，這便是其最好的警告信息；它的眼睛主要是棕色或黑色。 黑曼巴蛇的體型龐大，成體的平均體長為2.5米，而最大則可達4.45米；其一般體重為1.6公斤。 它是世界第二長的毒蛇，僅次於亞洲的眼鏡王蛇。此蛇的平均壽命為11年。

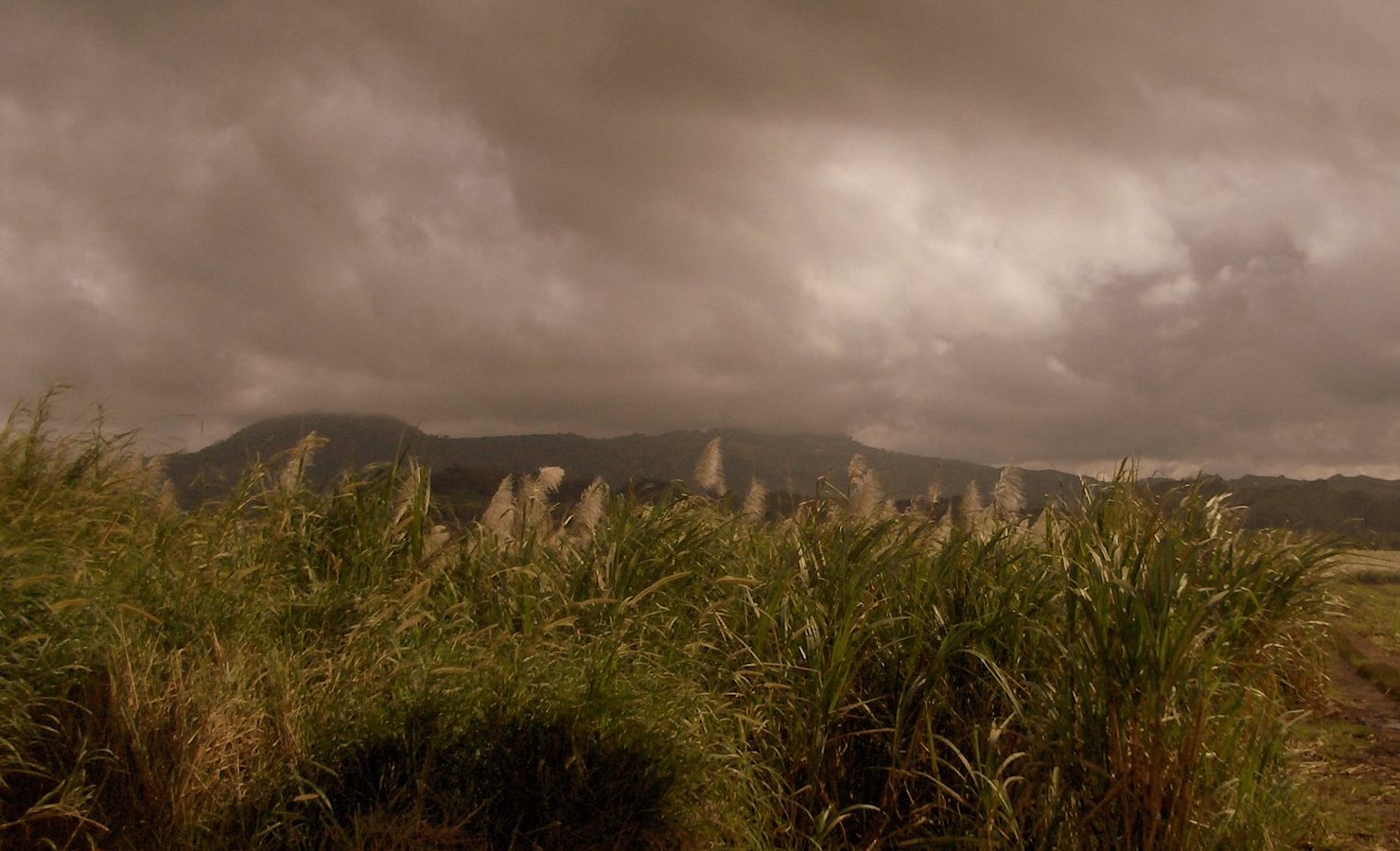
黑曼巴蛇最常出沒的生活環境

## 分布地区
黑曼巴蛇分布于非洲各地。已发现过它的地方有索马里、埃塞俄比亚、肯尼亚、博茨瓦纳、乌干达、赞比亚、辛巴威、安哥拉、纳米比亚、马拉威、莫桑比克、南非共和国及刚果。黑曼巴蛇絕少生活于海拔1000米(3280.8 呎)或以上的地方。它們的分佈地也包含中非共和國，馬里共和國，乍得與奈及利亞的邊界。這可導致一些對毒蛇分佈地不太了解的醫護人員，錯認毒蛇物種而給予傷者無效的血清。

### 棲息地
黑曼巴蛇分佈地廣泛，從熱帶乾濕季氣候地區、疏林地、石地到密林等地均有它們的行踪。其中，灌木林則為它們主要的棲息地。
在黑曼巴蛇主要出没的地方，有75%的人從事農業；在中午時份，黑曼巴蛇通常會爬上較高的地方（如樹頂）曬太陽或等候獵物。而這也是人類受到襲擊的主要原因，因為很多果園工人都徒手摘取樹上的農作物，所以常常導致被黑曼巴蛇攻擊。

## 習性

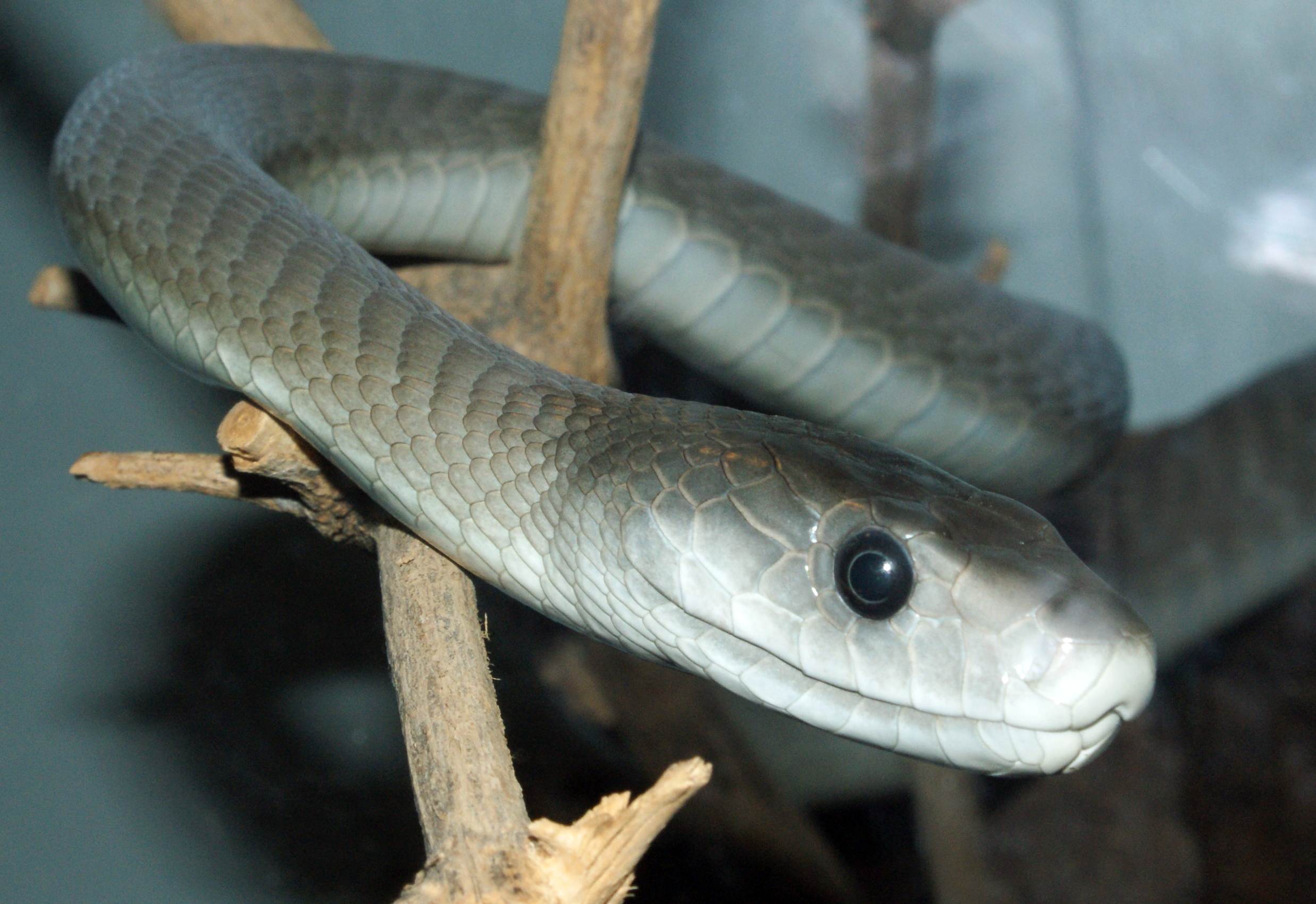

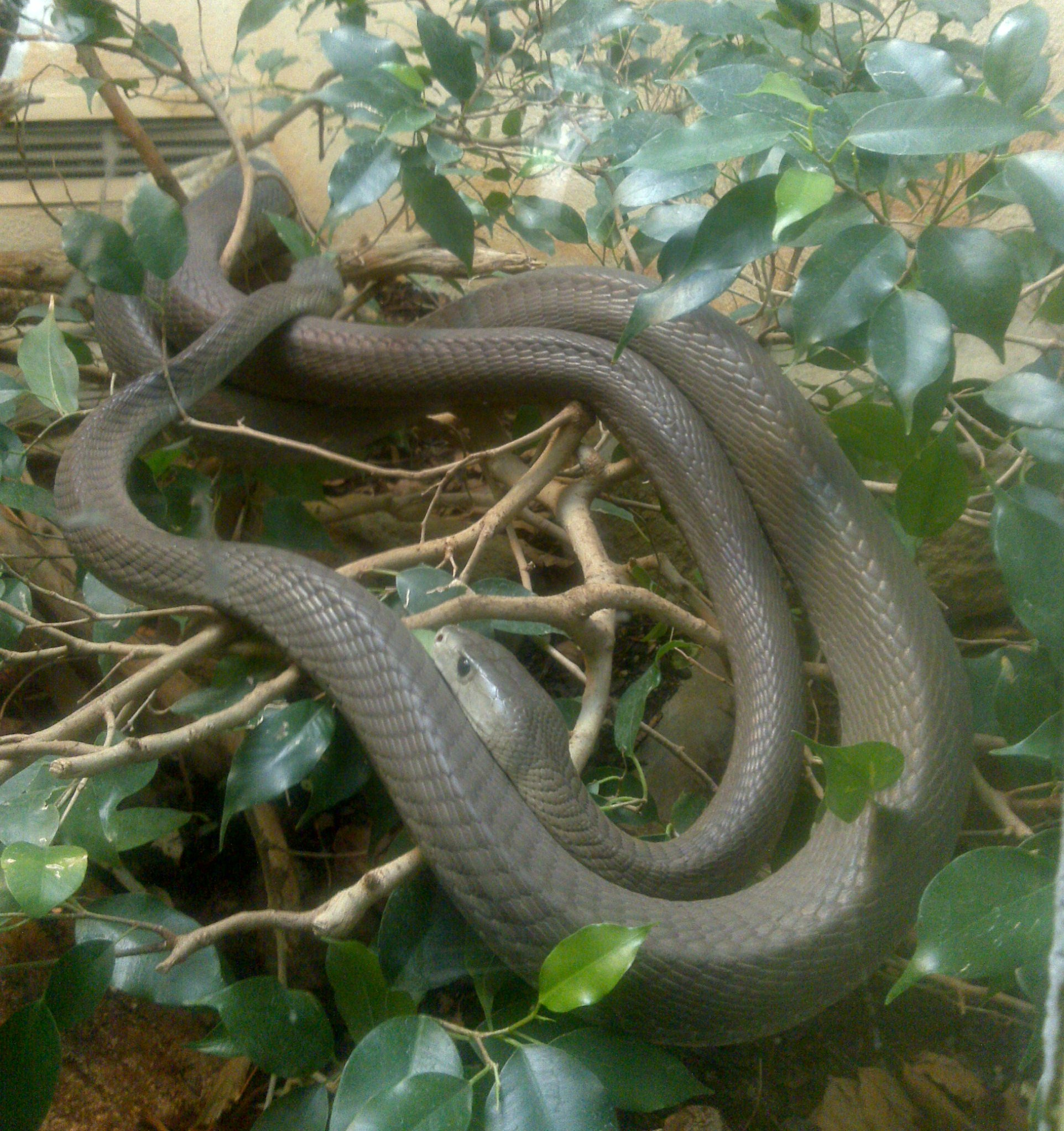
一隻在倫敦動物園裡的黑曼巴蛇。

黑曼巴蛇用其速度逃離危險而非追捕獵物。其長距離移動速度可達11-19 km/h，而短距離最高紀錄則為16-20km/h，甚至23km/h 使其成為世上移動速度最快的蛇。黑曼巴蛇為隱居性，行動隱秘；當受到驚擾時會張開像眼鏡蛇般的頸部，打開烏黑的口腔以及發出“絲絲”聲。如果此舉無法嚇退敵人的話，它便會攻擊。黑曼巴蛇為日行性。雖然其學名有“樹蛇”一意，但它們主要在地面上活動。此蛇在遇到危險時，通常會撤退。

### 獵食

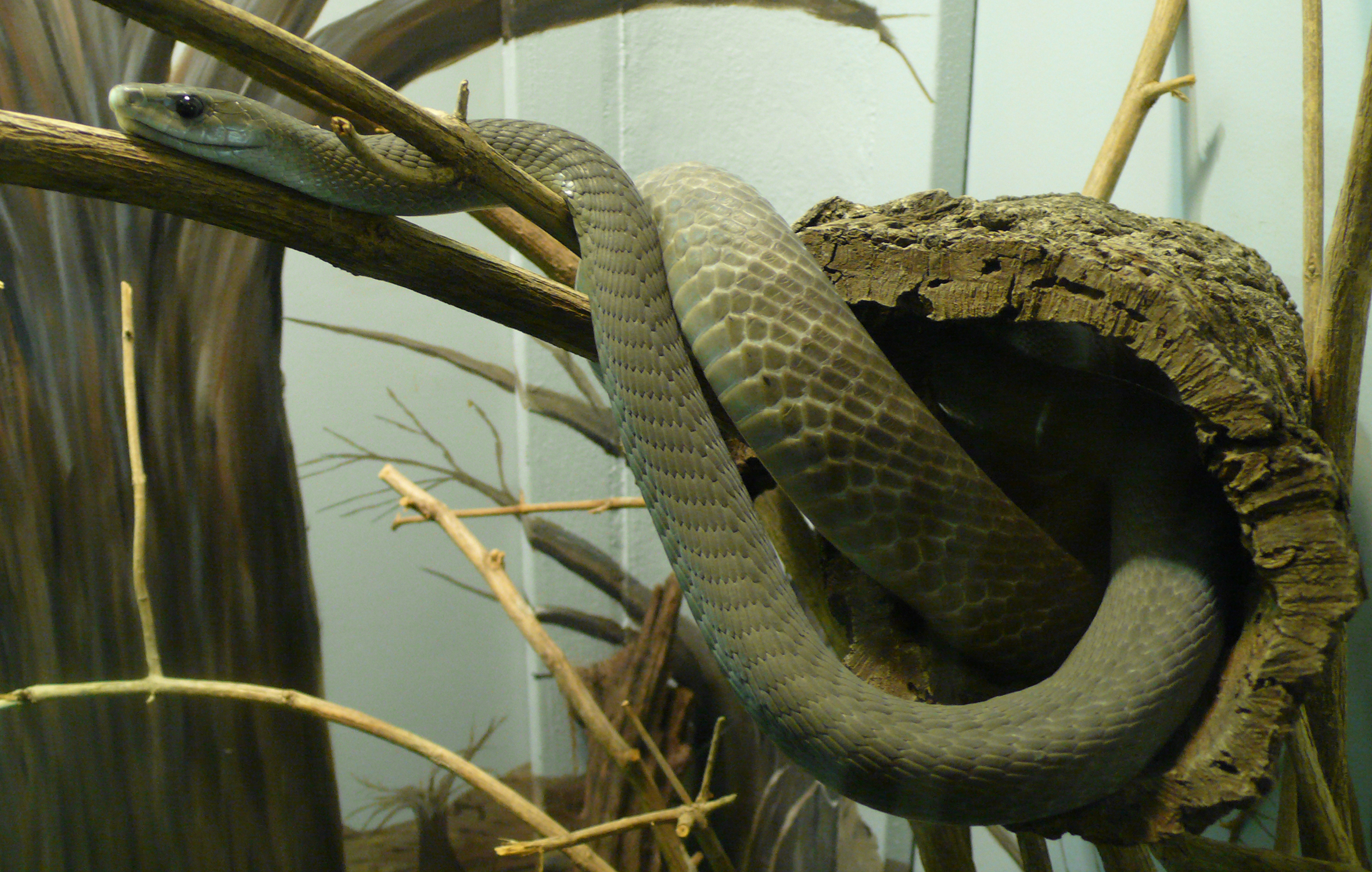

在獵食時，黑曼巴蛇主要會等待獵物接近，然後攻擊。如果獵物奮力掙扎，它便會重複攻擊；黑曼巴蛇會因應獵物的大小而採取不同的行動：當遇較大型的獵物時，此蛇通常會在攻擊完成後任其逃走，隨著氣味，蛇可以找回死去的獵物；不過，在應付較小的獵物，如鳥或鼠時，黑曼巴蛇會緊咬不放，直到獵物停止移動將其吞噬。另外，它們也會獵食蝙蝠。

### 繁殖
春季是黑曼巴蛇的繁殖季節。雄性的蛇會憑氣味找尋雌性，一旦雄性找到雌性，它便會用舌頭觸碰對方的身體，如果對方接受，兩蛇便會纏繞在一起開始交配；在交配後，雌蛇能生大約17枚蛋，蛇蛋的孵化期通常為3個月，一般在夏季進行。幼蛇在剛出生時已經有跟成體一樣致命的毒液，它們的體長一般為40厘米。

## 毒性

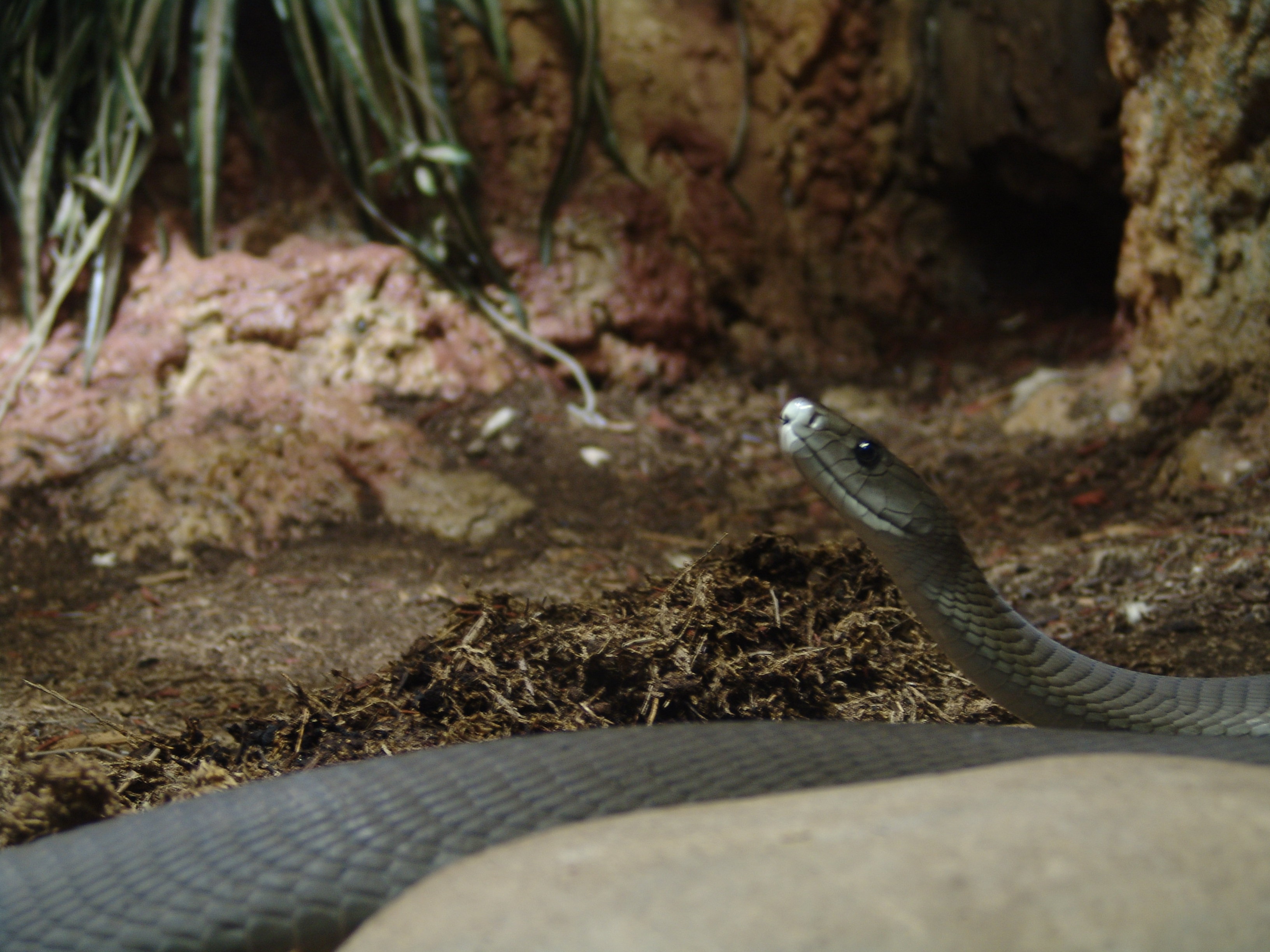

黑曼巴蛇的毒液裡主要含有神經毒素及心臟毒素。其毒液的毒性數據為（皮下注射）、（靜脈注射）及（腹腔注射）。其平均毒液分泌量為50—120毫克，而最大紀錄則為400毫克。
在有效血清面世之前，由黑曼巴蛇造成的死亡率接近100%，因為此蛇幾乎在每次攻擊都會注入足以致命的毒液量。臨床報告顯示被咬者可能會在30-60分鐘內死亡。死亡率與死亡時間受很多因素影響，例如傷者的健康狀況、蛇所注入的毒液量、被咬的位置等。
被咬者的症狀通常為暈厥、呼吸困難、心跳不均等，嚴重者會有心跳呼吸衰竭的情況。另外，黑曼巴蛇的毒液也會造成麻痺。死亡通常因呼吸肌停止運作而發生。不過目前在非洲，組織已能廣泛提供針對性的抗毒血清治療被黑曼巴蛇咬傷者。
基於各種因素，黑曼巴蛇被認為是非洲最危險及最令人聞之色變的毒蛇之一。話雖如此，由黑曼巴蛇所造成的蛇咬個案非常少，這是因為牠們主要出沒於人煙稀少的地方，而且牠們並不願意與人類發生衝突。

## 天敵

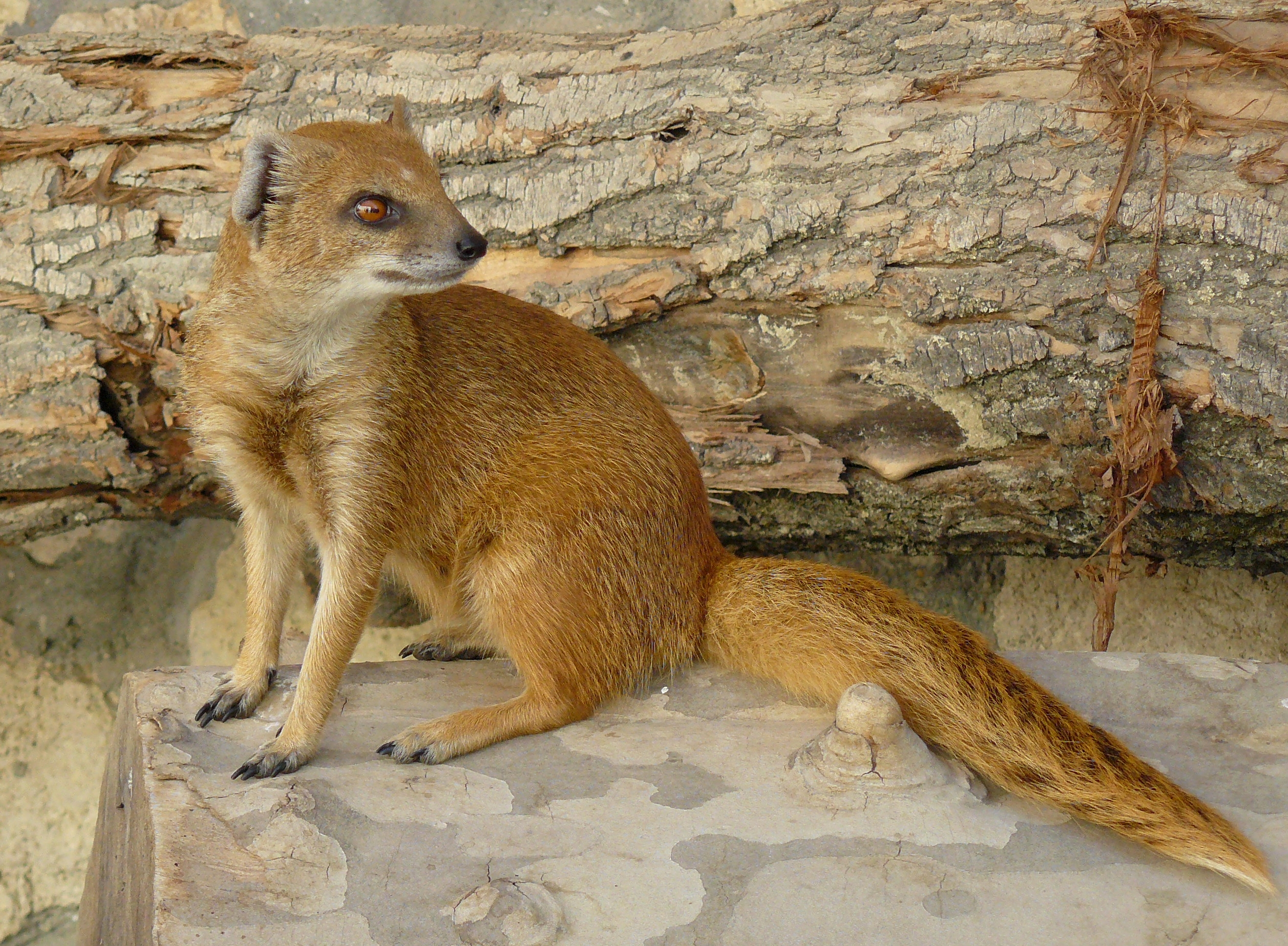
獴的图片。

獴是黑曼巴蛇的主要天敵，就像其他毒蛇。獴因其體內對蛇毒的抗體而很受人們注視，它們的血液裡有突變的接收物以阻止毒液裡的神經毒素與目標物質結合，使其失效。雖然如此，獴比較多襲擊幼體，因為這樣不必費太大的精力。此外，蛇鷲和蜜獾也是黑曼巴的天敵之一。再者，某些游蛇科的成員也會獵殺年幼的黑曼巴蛇。

## 其他文化
在非洲，黑曼巴蛇非常富有傳奇色彩，當地流傳了不少有關此蛇的故事。
美國NBA已故球員科比·布萊恩特有「黑曼巴」的綽號，因為他自誇投籃和灌籃迅速，有如黑曼巴蛇爬行一樣地快捷。他本人的右上手臂有一個黑曼巴蛇的刺青圖案。